# Laterallus
Genre
Laterallus est un genre d'oiseaux de la famille des Rallidae.

## Liste d'espèces
Selon la classification de référence du Congrès ornithologique international (version 15.1, 2025) :
- Laterallus notatus – Râle étoilé
- Laterallus spiloptera – Marouette maillée
- Laterallus rogersi – Râle atlantis
- Laterallus jamaicensis – Râle noir
- Laterallus spilonota – Râle des Galapagos
- Laterallus flaviventer – Marouette à sourcils blancs
- Laterallus exilis – Râle grêle
- Laterallus albigularis – Râle à menton blanc
- Laterallus ruber – Râle roux
- Laterallus levraudi – Râle de Levraud
- Laterallus melanophaius – Râle brunoir